# Ingeborg-Bachmann-Preis 2017

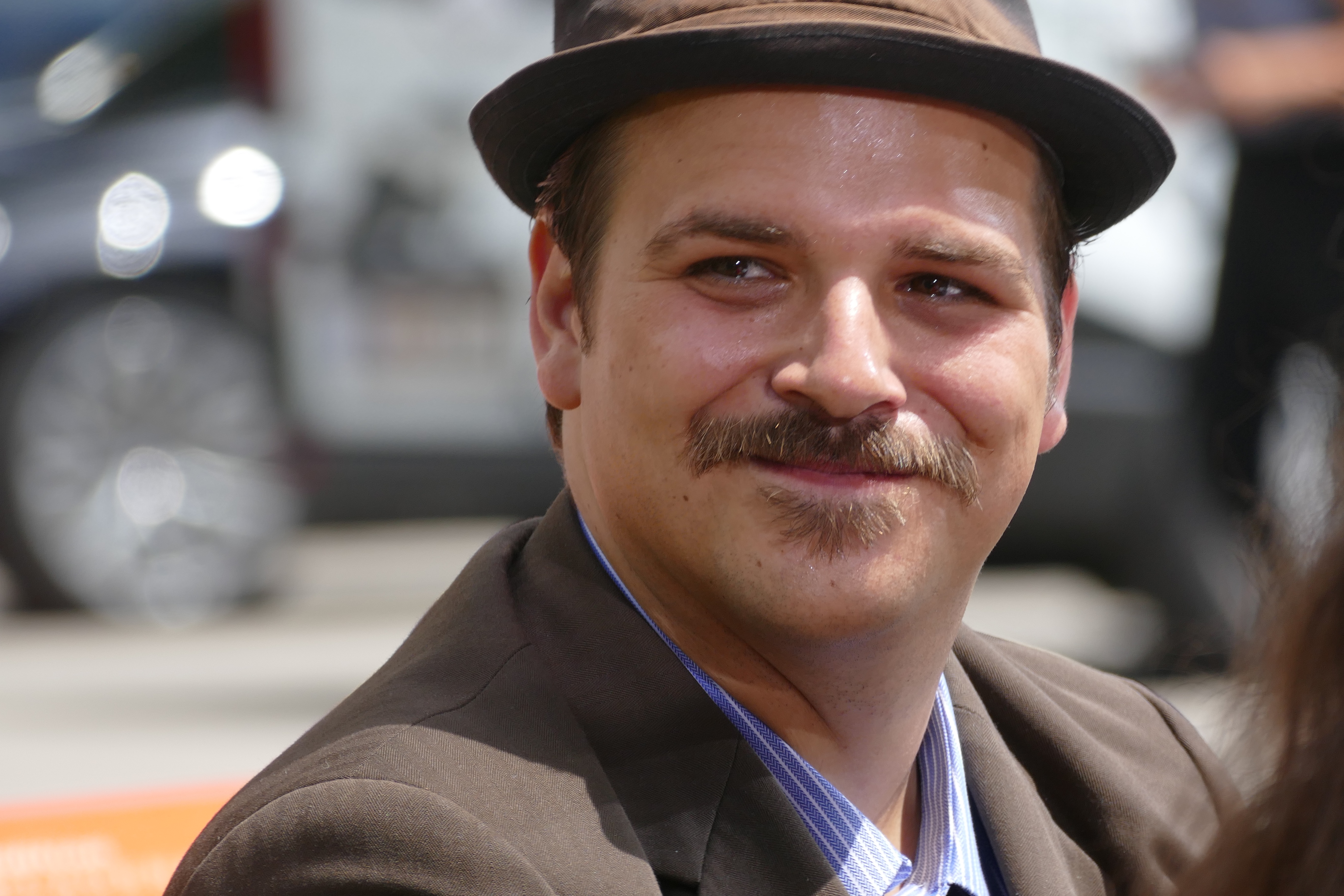
Ferdinand Schmalz, der Gewinner des Ingeborg-Bachmann-Preises 2017 vor dem ORF-Theater

Der Ingeborg-Bachmann-Preis 2017 ist der 41. Wettbewerb um den Literaturpreis im Rahmen der Tage der deutschsprachigen Literatur. Die Veranstaltung fand vom 5. bis 9. Juli 2017 im Klagenfurter ORF-Theater des Landesstudios Kärnten statt und wurde von Christian Ankowitsch moderiert. Am 24. Mai 2017 wurden die 14 eingeladenen Autoren bekanntgegeben. Erstmals wurde der gesamten Bewerb vom Deutschlandfunk live im Radio übertragen. Die Lesereihenfolge wurde am 5. Juli 2017 per Los entschieden.

## Autoren

### Erster Lesetag
- Karin Peschka (* 1967), Wiener Kindl, eingeladen von Stefan Gmünder
- Björn Treber (* 1992), Weintrieb, eingeladen von Stefan Gmünder
- John Wray (* 1971), Madrigal,[3] eingeladen von Sandra Kegel
- Noemi Schneider (* 1982), Fifty Shades of Gray, eingeladen von Hubert Winkels
- Daniel Goetsch (* 1968), Der Name, eingeladen von Hildegard E. Keller

### Zweiter Lesetag
- Ferdinand Schmalz (* 1985), mein lieblingstier heißt winter, eingeladen von Sandra Kegel
- Barbi Marković (* 1980), Die Mieter, eingeladen von Klaus Kastberger
- Verena Dürr (* 1982), Memorabilia, eingeladen von Klaus Kastberger
- Jackie Thomae (* 1972), Cleanster, eingeladen von Hubert Winkels
- Jörg-Uwe Albig (* 1960), In der Steppe, eingeladen von Meike Feßmann

### Dritter Lesetag
- Eckhart Nickel (* 1966), Hysteria, eingeladen von Michael Wiederstein
- Gianna Molinari (* 1988), Loses Mappe, eingeladen von Hildegard E. Keller
- Maxi Obexer (* 1970), Europas längster Sommer, eingeladen von Meike Feßmann
- Urs Mannhart (* 1975), Ein Bier im Banja, eingeladen von Michael Wiederstein

## Juroren
- Hubert Winkels (Juryvorsitz seit 2015)
- Stefan Gmünder
- Meike Feßmann
- Sandra Kegel
- Klaus Kastberger
- Hildegard Elisabeth Keller
- Michael Wiederstein[4]

Neu in die Jury kam Michael Wiederstein, der das bisherige Jurymitglied Juri Steiner ersetzte.

## Preise
- Ingeborg-Bachmann-Preis (dotiert mit 25.000 Euro): Ferdinand Schmalz[5]
- Deutschlandfunk-Preis (gestiftet von Deutschlandradio, dotiert mit 12.500 Euro): John Wray[5]
- Kelag-Preis (dotiert mit 10.000 Euro): Eckhart Nickel: Hysteria
- 3sat-Preis (dotiert mit 7.500 Euro): Gianna Molinari: Loses Mappe
- BKS-Bank-Publikumspreis (dotiert mit 7.000 Euro): Karin Peschka: Wiener Kindl
- Stadtschreiber-Stipendium der Stadt Klagenfurt (5.000 Euro; gekoppelt an den Publikumspreis): Karin Peschka: Wiener Kindl

Neu hinzu kam der Deutschlandfunk-Preis, damit wurde ein Preis mehr als 2016 vergeben. Der Staatspreis für literarische Übersetzung Translatio wurde 2017 terminbedingt bereits am 28. April verliehen und nicht im Rahmen der Bachmannwoche.